# 29.ª Divisão de Infantaria (Alemanha)
A 29ª Divisão de infantaria (em alemão:29. Infanterie-Division) foi uma unidade militar que serviu no Exército alemão durante a Segunda Guerra Mundial. A unidade foi formada em Erfurt no mês de outubro de 1936, sendo reorganizada numa unidade motorizada no ano de 1937. A unidade foi destruída em Stalingrado no mês de janeiro de 1943. As partes restantes fora utilizadas para formar a 29. Panzergrenadier-Division.

## Comandantes
| Comandante                                                                | Data                                            |
| 29ª Divisão de Infantaria                                                 | 29ª Divisão de Infantaria                       |
| ------------------------------------------------------------------------- | ----------------------------------------------- |
| General der Panzertruppen Joachim Lemelsen                                | 1 de setembro de 1939 - 7 de maio de 1940       |
| General der Panzertruppen Willibald Freiherr von Langermann und Erlencamp | 7 de maio de 1940 - 7 de setembro de 1940       |
| Generalleutnant Walter von Boltenstern                                    | 7 de setembro de 1940 - 20 de setembro de 1941  |
| Generalleutnant Max Fremerey                                              | 20 de setembro de 1941 - 28 de setembro de 1942 |
| Generalmajor Hans-Georg Leyser                                            | 28 de setembro de 1942 - 31 de janeiro de 1943  |
| 29. Panzergrenadier-Division                                              |                                                 |
| General der Panzertruppen Walter Fries                                    | 1 de março de 1943 - 24 de agosto de 1944       |
| Generalleutnant Dr. Fritz Polack                                          | 24 de agosto de 1944 - 24 de abril de 1945      |

## Área de operações
| Polônia                    | (setembro de 1939 - de maio de 1940)  |
| França                     | (maio de 1940 - de junho de 1941)     |
| Frente Oriental, setor sul | (junho de 1941 - de outubro de 1942)  |
| Stalingrado                | (outubro de 1942 - de janeiro de 1943 |
| França                     | de março de 1943 - julho de 1943      |
| Itália                     | julho de 1943 - abril de 1945         |

## Ordem de Batalha
1936
Infanterie-Regiment 15
Infanterie-Regiment 71
Infanterie-Regiment 86
Artillerie-Regiment 29
Pionier-Bataillon 29
Panzerabwehr-Abteilung 29
Infanterie-Divisions-Nachrichten-Abteilung 29
Kraftfahr-Abteilung 9
1939
Infanterie-Regiment (mot) 15
Infanterie-Regiment (mot) 71
Infanterie-Regiment (mot) 86
Artillerie-Regiment (mot) 29
Pionier-Bataillon (mot) 29
Feldersatz-Bataillon 29
Panzerabwehr-Abteilung 29
Aufklärungs-Abteilung 29
Infanterie-Divisions-Nachschubführer (mot) 29
Infanterie-Divisions-Nachrichten-Abteilung (mot) 29